# Vertice dell'Asia orientale
     Membri iniziali
     Membri dal 2011
     Candidati

Membri iniziali
Membri dal 2011
Candidati

L'Est Asia Summit (EAS) è un forum organizzato annualmente dai leader di 16 paesi della regione dell'Asia orientale. EAS riunioni si svolgono dopo le riunioni annuali leader dell'ASEAN. Il primo vertice si è tenuto a Kuala Lumpur il 14 dicembre 2005.

## Sfondo
Il concetto di un "East Asia Grouping" (let. "raggruppamento dell'asia orientale") ha una storia antecedente di alcuni anni il primo raduno ufficiale. Nel 1991, Mahathir Mohamad, primo ministro della Malaysia, promosse l'idea di una regione per il libero scambio di merci: l'East Asia Economic Caucus.
Nel 2002 venne pubblicato il rapporto definitivo dell'East Asian Study Group, voluto dai paesi membri dell'ASEAN Plus Three, esclusi Australia, Nuova Zelanda e India. Nel documento veniva proposto di trasformare l'EAS in un apparato simile all'ASEAN, con incontri e congressi di simile natura. Tuttavia, veniva posto il problema di involvere nel progetto paesi esterni l'area ASEAN, esplicitando quindi un'estensione territoriale dell'EAS per adeguarsi agli interessi del progetto.
Nel 2004, durante il vertice dell'ASEAN Plus Three fu ufficializzato il mantenimento dell'EAS in quanto necessario, e i 16 membri portarono nuovamente al banco la questione all'ASEAN Plus Three Ministerial Meeting nel Laos a fine luglio 2005. Alla Malesia è stata attribuita la volontà di avanzare al forum durante il vertice ASEAN Plus Three del 2004.

## Storia

### Primo EAS (2005)
Prima della realizzazione del primo vertice EAS si è discusso in modo significativo riguardo ai paesi che avrebbero dovuto essere rappresentati. Al momento dell'incontro c'erano stati alcuni disappunti tra Giappone, Cina e Corea del Sud (i +tre dell'ASEAN), inoltre la partecipazione di Nuova Zelanda, Australia e India fu percepita come un segnale per controbilanciare il crescente dilagare del dominio cinese.
Comunque i risultati della riunione furono pressoché limitati, anche se la Russia espresse già tempo addietro la riunione di entrar a far parte dell'EAS, partecipando come osservatore su invito della Malesia.

## Allargamento

### Russia
La Russia ha partecipato al primo EAS del 2005 in qualità di osservatore su invito della Malaysia, richiedendo di diventarne membro. La candidatura come futuro membro ha trovato sostegno da Cina e India

### Stati Uniti
Dopo che l'amministrazione Obama ha espresso interesse nell'avere una qualche posizione all'interno dell'EAS, il comitato ha in seguito appoggiato l'idea invitando sia gli Stati Uniti che la Russia a prendere parte al vertice del 2011.

### Altre candidature
Pakistan, Mongolia e Bangladesh sono stati indicati come potenziali membri dell'EAS nel futuro. La candidatura della Mongolia è stata appoggiata dalla Malesia e dal Vietnam, il Pakistan da Malesia e Giappone, e il Bangladesh solo da quest'ultimo.
Anche le entità sovranazionali come l'Unione europea e la Lega araba hanno manifestato interesse ad avere ruolo di osservatori, e quest'ultima ha intrattenuto sedute ufficiali per ufficializzare la propria partecipazione.